# バニャカヴァッロ
バニャカヴァッロ（伊: Bagnacavallo, ロマーニャ語: Bagnacavàl）は、イタリア共和国エミリア＝ロマーニャ州ラヴェンナ県にある、人口約16,000人の基礎自治体（コムーネ）。

## 地理

### 位置・広がり
ラヴェンナ県中部に位置する。県都ラヴェンナから西へ18km、州都ボローニャから東へ51kmの距離にある。

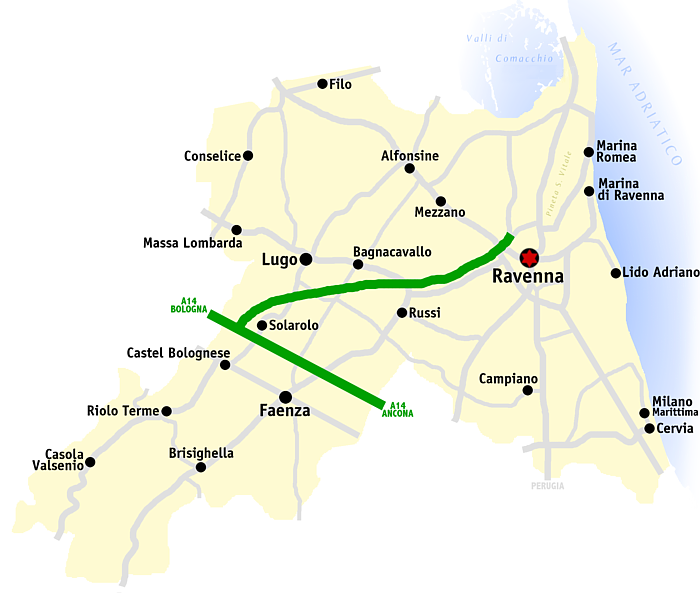
ラヴェンナ県概略図

#### 隣接コムーネ
隣接するコムーネは以下の通り。
- アルフォンシーネ
- コティニョーラ
- ファエンツァ
- フジニャーノ
- ルーゴ
- ラヴェンナ
- ルッシ

### 気候分類・地震分類

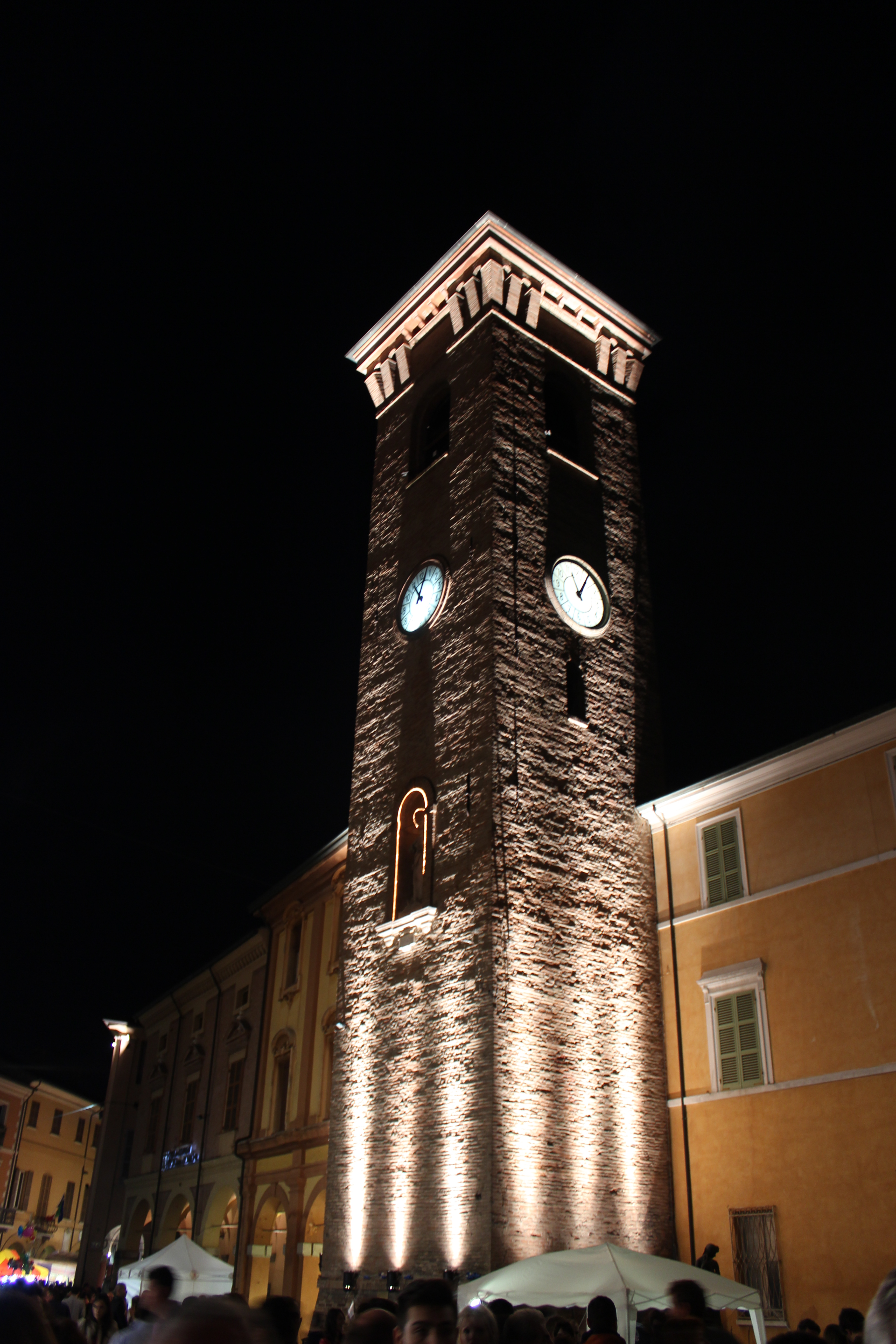
時計塔

バニャカヴァッロにおけるイタリアの気候分類 (it) および度日は、zona E, 2466 GGである。
また、イタリアの地震リスク階級 (it) では、zona 2 (sismicità media) に分類される。

## 行政

### 分離集落
バニャカヴァッロには以下の分離集落（フラツィオーネ）がある。
- Boncellino, Glorie, Masiera, Rossetta, Traversara, Villanova, Villa Prati

## 姉妹都市
- ネーレスハイム、ドイツ 1994年
- Strzyżów、ポーランド 2006年
- Aix-en-Othe、フランス 2012年